# 矢代宿
矢代宿（やしろじゅく）は、長野県千曲市屋代にあった北国街道及び谷街道の宿場。

## 概要
慶長16年（1611年）に伝馬宿として成立。宿場は南北に約8町で本町、横町、新町に区分され、南端に矢代用水の橋が架かり、中央に須須岐水神社が鎮座し、本陣と脇本陣の間から谷街道が分岐した。また宿場の北方には千曲川に「矢代の渡し」が設けられていた。
天保18年（1842年）には本陣は1軒、脇本陣は2軒、問屋は2軒、旅籠は39軒であった。本陣は柿崎家が世襲し、伝馬役は本町と新町が半月交代で務めた。
明治4年（1872年）には従来の名称である屋代村と改め、同12年（1878年）には埴科郡役所が置かれた。